# 宽叶荚囊蕨
宽叶荚囊蕨（学名：Struthiopteris hancockii）为乌毛蕨科荚囊蕨属下的一个种。